# Ориенте Петролеро
«Орие́нте Петроле́ро» (исп. Club Deportivo Oriente Petrolero) — боливийский футбольный клуб из города Санта-Крус-де-ла-Сьерра. Пятикратный чемпион Боливии. Один из традиционно сильнейших клубов страны.

## История
Название команды в переводе с испанского языка означает «Восточный нефтяник».
«Ориенте Петролеро» принимал участие в 21 розыгрыше Кубка Либертадорес, лучший результат команды — выход в 1/4 финала в 1988 году. В Южноамериканском кубке команда играла девять раз, в Кубке КОНМЕБОЛ — два раза, а в Кубке Мерконорте — один раз в 2000 году.
Главным соперником «Ориенте Петролеро» является другой клуб из Санта-Крус-де-ла-Сьерры — «Блуминг», 5-кратный чемпион Боливии. Это противостояние называется Класико Крусеньо (то есть «Класико города Санта-Крус»).

## Достижения
- Чемпион Боливии (5): 1971, 1979, 1990, 2001, 2010 (Клаусура)
- Вице-чемпион Боливии (15): 1972, 1976, 1977, 1984, 1986, 1987, 1989, 1996, 1997, 2000, 2002, 2004, 2010, 2013 (Клаусура), 2014 (Апертура)
- Победитель Кубка Аэросур (2): 2003, 2005
- Финалист Кубка Аэросур / Сине Сентер (1): 2007, 2016